# Edmondo Mazzuoli
Edmondo Mazzuoli (Bologna, 28 febbraio 1889 – Sagrado, 21 ottobre 1915) è stato un militare italiano, decorato di Medaglia d'oro al valor militare alla memoria durante la prima guerra mondiale.

## Biografia
Nacque a Bologna il 28 febbraio 1889, figlio di Ettore ed Armida Franzini. Mentre lavorava come magazziniere in un albergo di Firenze, dove come podista correva nella locale società Itala, l’Italia entrò nella prima guerra mondiale ed egli lasciò subito il lavoro per arruolarsi nel Regio Esercito come volontario. Assegnato al 31º Reggimento fanteria della Brigata "Siena" fu mandato subito in zona di guerra sul fronte tra San Pier d'Isonzo e Ronchi, partecipando alle azioni che portarono alla conquista di Castelnuovo (18 luglio-3 agosto 1915) e poi alla terza battaglia dell'Isonzo.
Durante questa battaglia, scatenata dal Capo di stato maggiore dell’esercito Luigi Cadorna a partire dal 18 ottobre 1915, si distinse particolarmente nei combattimenti nella linea della trincea denominata "delle Frasche", offrendosi più volte come volontario per la missione di sfondamento dei reticolati austriaci. Il 21 ottobre, già ferito da una pallottola ad un braccio, proseguiva nell'assalto, esortando gli altri soldati del gruppo, fino a cadere colpito a morte dagli avversari.
Il 15 settembre 1916 gli fu conferita la Medaglia d'oro al valor militare alla memoria. Per onorarne il ricordo il comune di Sagrado gli ha intitolato una via in frazione Poggio Terza Armata.